# Athysanella hicksi
Athysanella hicksi är en insektsart som beskrevs av Hamilton 2002. Athysanella hicksi ingår i släktet Athysanella och familjen dvärgstritar. Inga underarter finns listade i Catalogue of Life.